# Maison de la Poésie
La Maison de la Poésie de la Ville de Paris est un lieu de création, de diffusion et de rencontres créé en 1983 consacré initialement à la poésie contemporaine.
Depuis 1995, elle est installée dans le Théâtre Molière au 157 rue Saint-Martin dans le 3e arrondissement de Paris. Elle est baptisée Maison de la Poésie - Scène littéraire depuis la fin de l'année 2012.

## Historique
La Maison de la Poésie fut créée en 1983 par le maire de Paris Jacques Chirac sur une idée de l'éditeur et poète Pierre Seghers et de son ami le poète Pierre Emmanuel. Elle fut installée jusqu'en 1995 sur la terrasse du Forum des Halles. 
En 1995, la Ville de Paris installe la Maison de la Poésie au Théâtre Molière. Un des textes d'ouverture pour l'inauguration de cette nouvelle salle est Dialoguer Interloquer de Gao Xingjian, lu par Michael Lonsdale. Aux Molières 2009, Jacques Bonnaffé et David Lescot ont reçu chacun un Molière pour leurs spectacles créés à la Maison de la Poésie.
La grande salle contient 180 spectateurs et porte le nom de Pierre Seghers. Une petite salle de 30 places est aménagée dans les caves voutées ; elle porte le nom de salle Lautréamont.
La Maison de la Poésie a d'abord été dirigée par Pierre Seghers, puis de 1991 à 2006 par Michel de Maulne, puis de mars 2006 à mars 2013 par Claude Guerre. Elle est dirigée depuis mars 2013 par Olivier Chaudenson. En octobre 2012, la nomination de ce dernier et son projet de tourner la Maison de la Poésie davantage vers la littérature en général a suscité une réaction hostile de nombreux poètes.
La Maison de la Poésie est aujourd'hui une scène conventionnée de « création en poésie et littérature », subventionnée par la Ville de Paris, la DRAC d'Île-de-France et le ministère de la Culture et de la Communication.

## Transports
- Ce site est desservi par la station de métro Rambuteau.